# 1991 en numismatique
Chronologie de la numismatique
- 1990 en numismatique - 1991 en numismatique - 1992 en numismatique

Cet article présente les faits marquants de l'année 1991 en numismatique.

## Principaux événements numismatiques de l'année 1991

### Par dates

#### Octobre
- 8 octobre 1991 :
  -  Slovénie : introduction du tolar à la suite de l'indépendance du pays le 25 juin précédent : 1 tolar (SIT) = 1 dinar convertible (« dinar de 1990 ») yougoslave (YUN).

#### Année
- France : émission de la pièce commémorative de 100 francs René Descartes